# Fred Bretonnel
Fred Bretonnel est un boxeur français né le 11 juin 1905 à Paris 9eet mort le 4 septembre 1928 à Paris 17e. Il est le frère de Jean Bretonnel.

## Biographie

### Jeune prodige et grand espoir

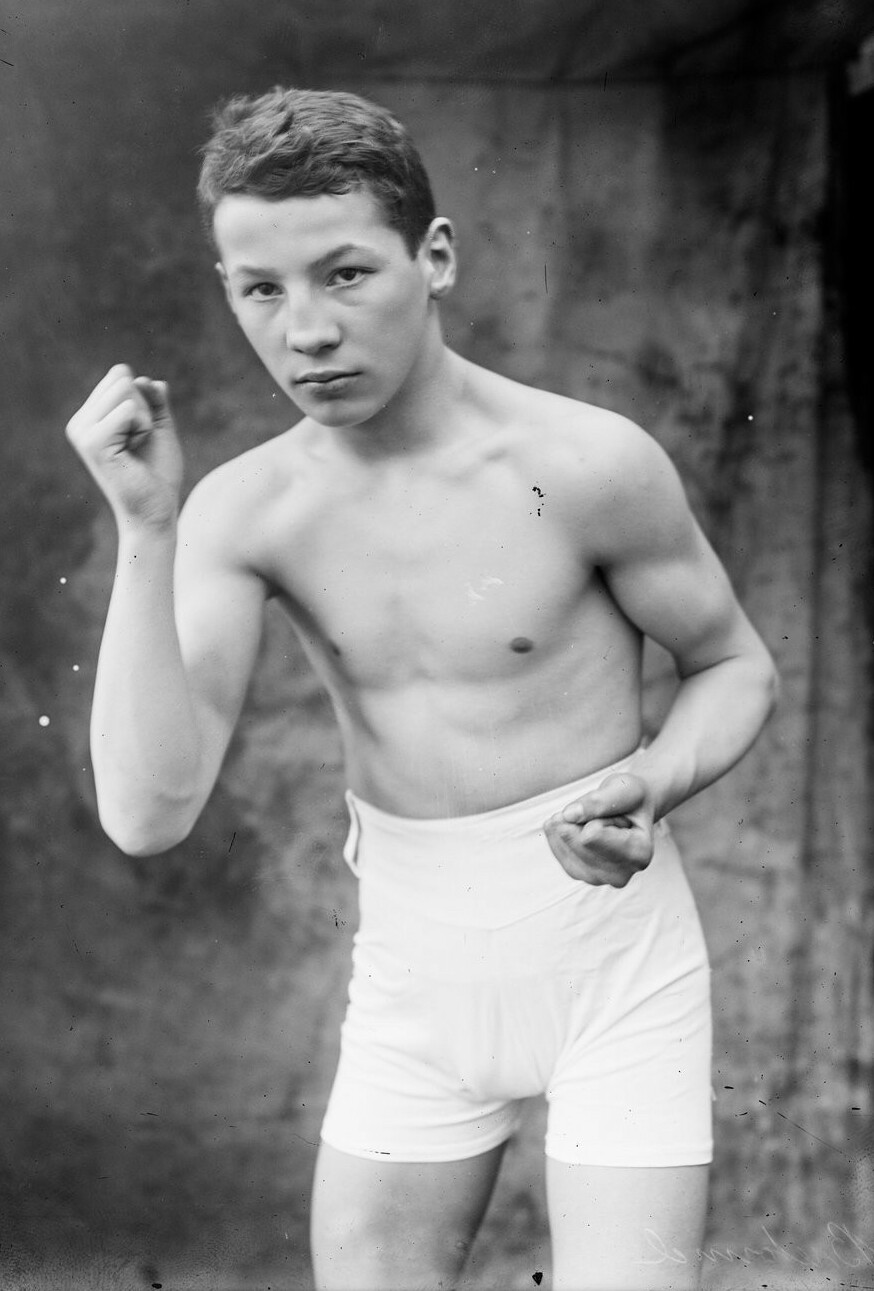
Fred Bretonnel en 1920, âgé de quatorze ans.

Fred Bretonnel débute dans le ring en 1919 et remporte le championnat scolaire des poids minimes.
Alors que la boxe est interdite avant seize ans en France, son père l'envoie en Angleterre en 1920 pour ses études afin qu'il apprenne l'art pugilistique au plus tôt. Il y remporte onze victoires.
Lorsqu'il revient à Paris en 1921, le jeune adolescent affronte directement le champion de Belgique Alfons Spaniers qui le domine. Considéré comme un prodige, Bretonnel passe entre les mains des meilleurs managers français de l'époque comme François Deschamps et Robert Eudeline.

### Champion de France et d'Europe (1923-1924)

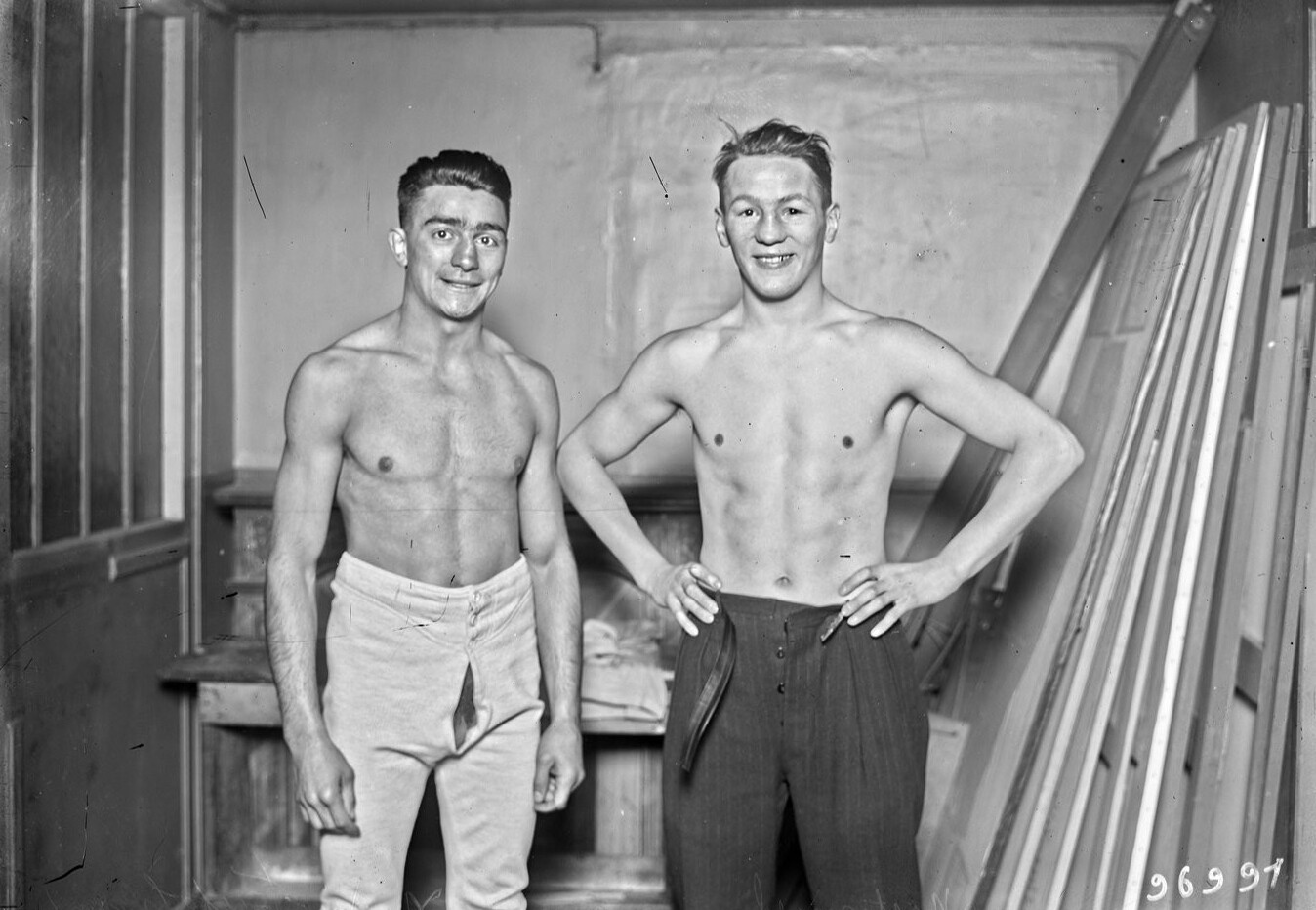
Paul Fritsch et Fred Bretonnel (à droite), en 1924.

Le 24 mars 1923, Bretonnel devient champion de France des poids légers à seulement dix-sept ans après une victoire aux points contre Léon Poutet. Après un âpre combat de vingt reprises, marqué par de nombreux corps à corps, le jeune Bretonnel fait la différence dans la deuxième partie du combat avec des gauches rapides. Il se voit opposer un refus à ses défis pour le titre de champion d'Europe des légers par les Britanniques Seaman Hall (en) et Harry Mason (en). Sa victoire aux points face à l'ancien champion européen Ernie Rice (en) au Vélodrome d'Hiver lui confère une stature de champion. 
Proclamé champion d'Europe des poids légers hors des rings sur une décision de l'International Boxing Union au milieu du mois de février 1924, Fred Bretonnel défend une première fois ses titres avec succès en dominant le Rouennais Edouard Baudry, imposant ses qualités dans son style préféré, le combat de près, dans une soirée organisée à Lyon.
En juin, opposé au Britannique Danny Frush, récent vainqueur d'Eugène Criqui, Bretonnel déjoue les pronostics en remportant l’affrontement et en contraignant son adversaire à l’abandon après la septième reprise après l’avoir blessé à l'arcade sourcilière.
En octobre 1924, Bretonnel est nettement battu par Lucien Vinez qui lui arrache son titre de champion d'Europe après vingt reprises d'un affrontement à sens unique.

### Tournée aux États-Unis (1926-1927)
Devenu poids mi-moyens, il part aux États-Unis en 1926 avec son père, André Routis et Francis Charles, ainsi que leur manager. Son séjour de six mois est décevant, il ne gagne qu'un match et est battu à deux reprises, notamment par l'ancien champion du monde Johnny Dundee. Fred Bretonnel rentre seul en France, fâché avec son père resté aux États-Unis.

### Maladie et suicide
Après avoir perdu son titre de champion d'Europe, ses revenus diminuent et l'obligent à modifier son train de vie. Devenu neurasthénique, il tente une première fois de mettre fin à ses jours en absorbant une forte dose de poison mais est sauvé. Envoyé par ses amis à Sainte-Adresse auprès de sa mère, il fait mine de se préparer et trompe la surveillance de son amie pour s'enfermer dans le salon et se pendre au piton soutenant un lustre avec sa corde à sauter,. Selon son frère Jean, les causes de son geste fatal sont sa rupture avec leur père, ses défaites, son association avec un mauvais manager et sa compagne qui l'aurait trompé,.